# Ohnivé ženy mezi námi
Ohnivé ženy mezi námi je československá komedie z roku 1987 režírovaná Zdeňkem Podskalským. Komedie je volným pokračováním komedií Ohnivé ženy a Ohnivé ženy se vracejí.

## Děj
Připravují se oslavy 700. výročí založení města Milotína. Na náměstí je pouť, pouťový zpěvák zpívá příběh o Martě, Magdaléně a Jankovi.
Do města Milotína přijíždí televizní štáb. Režisérka je nervózní z toho, že nikde nikdo není a od produkčního se dozvídá, že Korn, který měl oslavy výročí moderovat, sedí v letadle, které kvůli mlze krouží nad Bratislavou. Dramaturg se rozhodne najít nějakého místního umělce. S pomocí místní knihovnice se setkává s archivářem Holoubkem, který mu vypráví o Martě a Magdaléně. V knize pan Holoubek ukazuje dramaturgovi portréty Marty a Magdalény a zmiňuje, že paní režisérka je Martě podobná. Knihovnice panu Holoubkovi nese ohřátou večeři, ale ta mu stejně vychladne.
Režisérka se jde podívat na místní skupinu, která si říká Devils of Milotín. Její hudba se režisérce nelíbí. Marta a Magdaléna zjistí, že je jako duchy dokáží zachytit televizní kamery.
Televizní štáb se vrací do místnosti k produkčnímu, kam po chvíli dramaturg přivede archiváře Holoubka. Ten vypráví režisérce o Martě a Magdaléně a tvrdí, že pokud by se měl jejich příběh realizovat, musela by Martu hrát ona, protože jí je podobná. Když se režisérka ptá, jak je možné, že o události neví, archivář Holoubek jí řekne, že se událost stala před 300 lety. Na to režisérka naštvaně odchází ven, venku ale zakopne a zemře. Marta a Magdaléna chtějí do těla režisérky, Marta je ale rychlejší. Když se režisérka s duší Marty probere, archivář Holoubek se jí omlouvá, že to nemyslel tak, že by byla režisérka tak stará.
Probíhají další zkoušky vystoupení na oslavu. Asistent vysvětluje Martě, že režisérka může vše řídit. Marta tak na chvíli zastaví veškeré dění na náměstí a zničí vystoupení skupiny Devils of Milotín.
Magdaléna ruší záběry jako duch a Marta se nabídne, že jim ducha vyžene. Opustí tělo začne se prát s Magdalénou. Vedoucí přenosového vozu tak vidí na obrazovce duchy dva.
Protože se změnila povaha režisérky, archivář Holoubek se bojí, jestli je v pořádku, proto za ní pozve psychiatra. Ten uzná, že režisérka je v pořádku, ale nezdá se mu vedoucí přenosového vozu, tak ho odveze do své ordinace.
...
Do Milotína přijíždí konferenciérka ze Žiliny, na náměstí ale zakopne a zemře. Těla se tak dočká i Magdaléna. Po setkání Marty a Magdalény Marta Magdaléně uzdraví tělo.
Oblíbenost archiváře Holoubka u režisérky se nelíbí knihovnici a paní Čiperné, proto se domluví, že by na oslavy měl dohlédnout kulturní referent.
...
Dramaturg zjistí, že je přijde zkontrolovat referent a tak mu nabídne, aby do televize prohodil také několik slov. Plánovaná kontrola se tak nekoná.
Marta, Magdaléna i Janek se rozhodnou v těchto tělech zůstat.
Oficiální oslavy výročí založení Milotína začínají vystoupením dívčí skupiny pod vedením Janka, která je ale nyní místo mladými dívkami tvořena staršími ženami.

## Obsazení
| Jana Hlaváčová    | Marta - vdova po parukáři, režisérka (dvojrole)         |
| Dagmar Veškrnová  | Magdalena - farská kuchařska, konferenciérka (dvojrole) |
| Karel Roden       | Janek                                                   |
| Ondřej Vetchý     | asistent režie                                          |
| Oldřich Vlach     | dramaturg                                               |
| Vlastimil Bedrna  | produkční                                               |
| Jiří Plachý       | kameraman                                               |
| Petr Nárožný      | archivář Holoubek                                       |
| Jiřina Jirásková  | knihovnice                                              |
| Ljuba Skořepová   | Čiperná                                                 |
| Jan Přeučil       | kapelník skupiny Devils of Milotín                      |
| Zdeněk Srstka     | klávesák skupiny Devils of Milotín                      |
| Jaroslav Kepka    | vedoucí přenosového vozu                                |
| Jiří Pleskot      | psychiatr                                               |
| Ladislav Trojan   | referent                                                |
| Zbyšek Pantůček   | pouťový zpěvák                                          |
| Ludmila Roubíková | vrátná                                                  |
| Zdeněk Podskalský | hráč na borovou šišku                                   |
| Ondřej Havelka    | zpěvák                                                  |